# Toddy

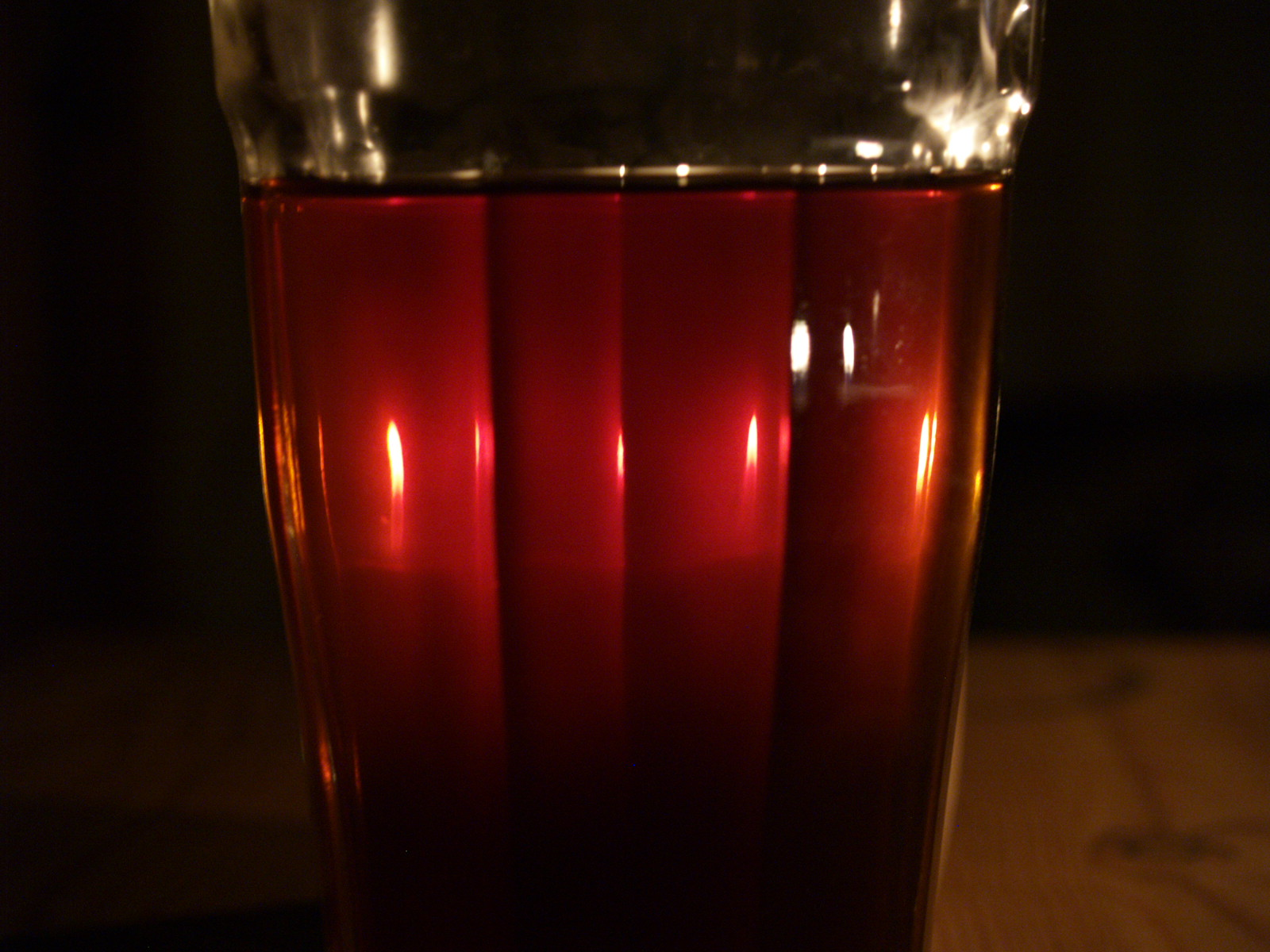
Ett glas romtoddy lyser upp i mörkret.

Toddy är en blandning av hett vatten, socker och vin, eller någon finare brännvinssort, till exempel cognac, arrak, rom, whisky eller gin. 
Ordet kommer från hindis tári eller tádi, som kommer ur hindis ord för solfjäderspalm, tar, som också används om en sockerhaltig saft som utvinns ur vissa palmers stam. Det är etymologiskt besläktat med tuting.

## Historia
Toddy omnämns i skrift på svenska första gången i Vetenskapsakademiens Handlingar 1775 som 'Suri eller Toddy'.
Toddyns äldsta belägg i svensk skönlitteratur finns i Fredric Cederborghs roman Uno von Trasenberg (1809). Beläggets ålder stämmer väl med Bernhard von Beskows uppgift i sin självbiografi, Lefnadsminnen (1870), där han skriver: "En ny dryck, som vid tiden för revolutionen (1809) hastigt antogs öfver hela Sverige, och äfven skänktes oss af Engelsmännen, var toddy".